# Jeordie White
Jeordie Osbourne White (født 20. juni 1971 i New Jersey, USA), også kendt som Twiggy Ramirez, er en amerikansk multikunstner.
White er blandt andet kendt for sit arbejde med Amboog A Lard, Marilyn Manson, A Perfect Circle og Nine Inch Nails. Han arbejder sammen med Goon Moon. Whites stagename er taget efter modeikonet Twiggy og seriemorderen Richard Ramirez